# Twang Bar King
Twang Bar King je druhé sólové studiové album Adriana Belewa. Album vyšlo v září 1983 pod značkou Island Records. Producentem alba byl Adrian Belew.

## Seznam skladeb
| Pořadí         | Název                   | Autor             | Délka |
| -------------- | ----------------------- | ----------------- | ----- |
| 1.             | I'm Down                | Lennon, McCartney | 2:54  |
| 2.             | I Wonder                | Belew             | 4:39  |
| 3.             | Life Without a Cage     | Belew             | 3:20  |
| 4.             | Sexy Rhino              | Belew             | 0:37  |
| 5.             | Twang Bar King          | Belew             | 1:26  |
| 6.             | Another Time            | Belew             | 3:02  |
| 7.             | The Rail Song           | Belew             | 5:39  |
| 8.             | Paint the Road          | Belew             | 3:19  |
| 9.             | She Is Not Dead         | Belew             | 4:41  |
| 10.            | Fish Head               | Belew             | 4:30  |
| 11.            | The Ideal Woman         | Belew             | 4:08  |
| 12.            | Ballet for a Blue Whale | Belew             | 4:44  |
| Celková délka: | Celková délka:          | Celková délka:    | 42:59 |

## Sestava
- Adrian Belew – kytary, perkuse, zpěv
- Christy Bley – akustické piáno, zpěv
- William Janssen – saxofony, basklarinet, zpěv
- J. Clifton Mayhugh – baskytara, zpěv
- Larrie Londin – bicí